# Tampa Bound
Tampa Bound est un morceau de Blind Blake sorti en octobre 1926 pour Paramount Records.